# Битва за Тора-Бора

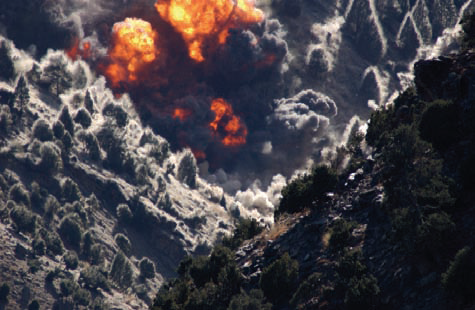
Повітряні удари США по Тора-Бора, листопад або грудень 2001 р.

Битва за Тора-Бора (англ. Battle of Tora Bora) — бойові дії, що відбувалися в печерному комплексі Тора-Бора на сході Афганістану з 6 по 17 грудня 2001 року, на початкових етапах вторгнення США в Афганістан. Розпочаті Сполученими Штатами та їхніми союзниками з метою полонити або вбити засновника і ватажка бойовиків Аль-Каїди Усаму бен Ладена, оскільки «Аль-Каїду» та бен Ладена підозрювали у причетності до атак 11 вересня за три місяці до цього. За заявами США, в Тора-Бора (пушту تورا بورا «чорна печера»), що у Білих горах (Спін-Гар) поблизу Хайберського перевалу, розміщувалася штаб-квартира «Аль-Каїди» і на той час там знаходився бен Ладен. Попри перемогу над силами талібів та Аль-Каїди, заявленої мети досягнуто не було.

## Передісторія
Під час операції «Циклон» на початку 1980-х років співробітники ЦРУ допомагали моджахедам у розширенні та укріпленні печер для опору під час вторгнення в Афганістан. Тоді США підтримали їх у таких зусиллях. Кілька років по тому сформувався Талібан, який згодом узяв під контроль більшу частину країни, насаджуючи ісламський фундаменталізм. Деякі печери використовувалися і набагато раніше, позаяк складний рельєф утворював природну оборонну позицію, яку здавна використовували воїни племен, борючись з іноземними загарбниками.

## Перебіг
Наприкінці 2001 року бойовики «Аль-Каїди» все ще утримували гори в районі Тора-Бора. 3 грудня 2001 року групу з 20 членів команди ODA572 Національної таємної служби ЦРУ США (NCS) та 5-ї групи спецпризначення (повітряний десант) (SFG[A]) під кодовою назвою Jawbreaker закинули на вертольоті у Джелалабад із метою почати проти них операцію. 5 грудня 2001 року бійці Північного Альянсу відбили у бійців «Аль-Каїди» низинну місцевість попід гірськими печерами. Команда Jawbreaker, оснащена лазерними цілевказівниками, викликала бомбардувальники ВПС для знищення цілей; безперервні важкі авіаудари, в тому числі бомбами і ракетами з лазерним наведенням, тривали 72 години. Бойовики «Аль-Каїди» відійшли на вищі укріплені позиції і окопалися для бою. Приблизно через тиждень 70 спецпризначенців загону «A» армійського спецпідрозділу «Дельта» і 24-ї ескадрильї спеціальної тактики Повітряних сил США прибули на наземному транспорті для підтримки бомбардувальної операції наземними силами. У темряві бойовики «Аль-Каїди» запалювали вогонь, який визначав їхнє конкретне місце розташування та допомагав лазерному наведенню зброї повітряного базування.
Бійці Північного Альянсу невпинно просувалися складною місцевістю за підтримки авіаударів і спецпризначенців США та Великої Британії. Перед лицем поразки сили Аль-Каїди пішли на переговори про перемир'я з місцевим командиром афганської міліції, домовившись що їм дадуть час скласти зброю. Одначе з відстані років деякі критики вважають, що перемир'я було засобом, який дозволив утекти важливим фігурам Аль-Каїди включно з Усамою бен Ладеном.
12 грудня 2001 року знову розгорілися бої, імовірно, ініційовані ар'єргардом, який прикривав утечу головних сил через Білі гори до племінних територій Пакистану. Війська племен за підмоги американських сил спецоперацій та авіаційної підтримки тиснули на укріплені позиції Аль-Каїди в печерах і бункерах, розкиданих по всьому гірському околу. Дванадцять британських спецпризначенців SBS і один британський зв'язківець із тодішньої 63-ї роти зв'язку (тепер відомої як 18-й полк зв'язку [UKSF]) супроводжували сили спецоперацій США під час атаки на печерний комплекс у Тора-Бора. У бою брали участь і спецпризначенці німецького Командування спеціальних сил (нім. Kommando Spezialkräfte). За повідомленнями, вони відповідали за захист флангів у горах і виконували завдання з рекогностування.
Американці зосередили всю увагу на Тора-Бора. Місцеві ополчення племен, оплачені та організовані силами спецпризначення та воєнізованими підрозділами УСА ЦРУ, чисельністю понад 2000 чоловіків, продовжували скупчення для атаки, поки тривали потужні бомбардування гаданих позицій Аль-Каїди.
Повідомлялося, що американські війська виявили дрібні форпости та декілька невеликих тренувальних таборів. Проте жодних розгалужених «підземних фортець» знайдено не було. Журналіст Метью Форні, висвітлюючи битву, писав, що йому дозволили доступ і він побачити «грубі бункери» глибоко в горах, які він назвав «визначними».
До 17 грудня 2001 року було захоплено останню печеру комплексу, а її оборонців знешкоджено. Сили США продовжували розшук у цій місцевості до січня, але не знайшли жодних ознак бен Ладена чи керівництва Аль-Каїди. Команду ЦРУ, якій було поставлено завдання знайти бен Ладена, очолював колишній співробітник ЦРУ Гарі Бернтсен. Він розказав, що затримані з Аль-Каїди повідомили, що бен Ладен утік у Пакистан східним шляхом до Парачинара. Бернтсен вважав, що бена Ладена можна було схопити під час битви, якби американські військовики задіяли на її початку більше військ. На початку битви розвідка ЦРУ вказувала, що бен Ладен і керівництво Аль-Каїди опинилися в пастці у своїх печерах, тож Бернтсен хотів відрядити на їх ліквідацію до 1000 рейнджерів американської армії, що, на його думку, дуже швидко б завершило війну з тероризмом. Однак його прохання адміністрація Буша відхилила, пославшись на те, що пакистанці схоплять бен Ладена, якщо той спробує втекти на їхню територію. В інтерв'ю 2005 року інший колишній агент ЦРУ Гарі Шроен погодився з думкою Бернтсена. Документи Пентагону свідчать, що бен Ладен утік.